# Айзек Зінгер
Айзек (Ісаак Мерит) Зінгер (англ. Isaac Merritt Singer, 27 жовтня 1811 — 23 липня 1875) — американський винахідник і промисловець. Зробив суттєвий внесок у вдосконалення конструкції швейної машини та заснував компанію «Зінгер».
Батько Зінгера, ймовірно, приїхав до США з Саксонії.

## Біографія

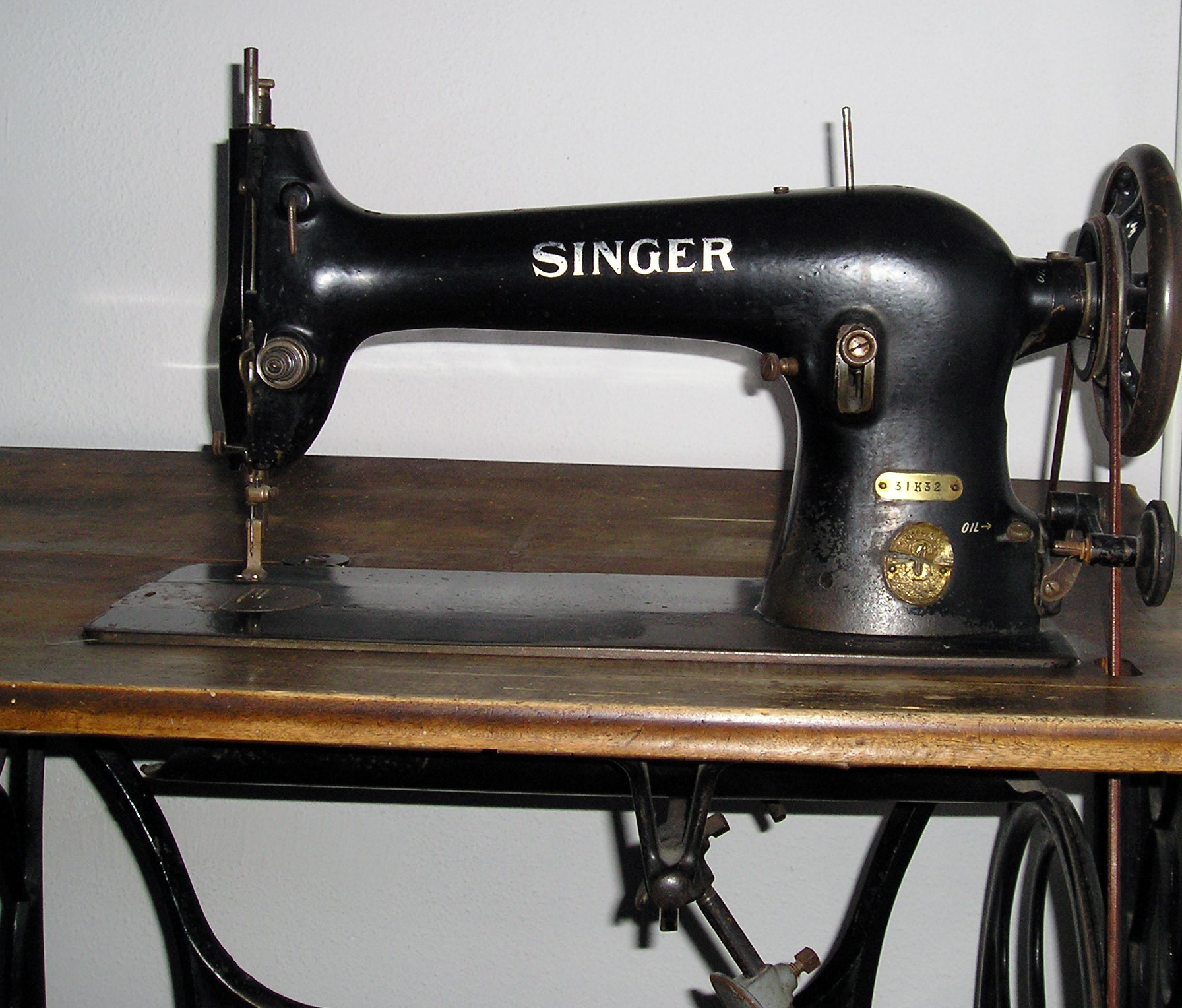
Швейна машинка марки «Singer»

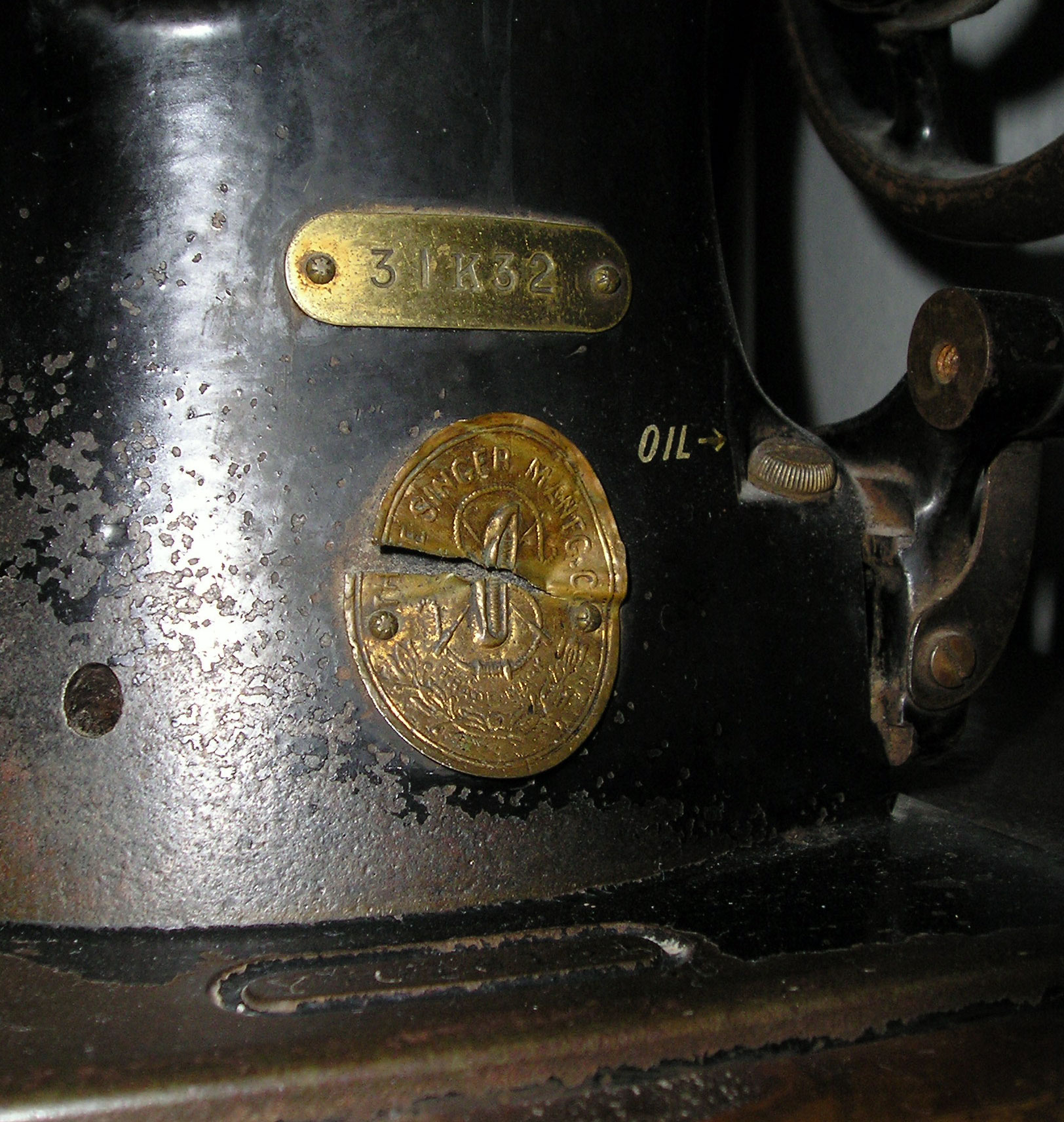
Бирка швейної машинки «Singer» із заводським номером

### Ранні роки
Зінгер народився в Піттстауні (штат Нью-Йорк) 27 жовтня 1811 року. Він був останньою дитиною Адама Зінгера та його першої дружини Рут Бенсон. Батько Ісаака, уроджений Райзінгер, був іммігрантом з Німеччини, з Пфальца. Монтажник Адам Райзінгер емігрував разом з дружиною в 1803 році. У них було восьмеро дітей: троє синів і п'ять дочок, старшу з них звали Елізабет. Коли Ісааку було 10 років, його батьки розлучилися. Адам Зінгер одружився вдруге й переїхав до Ганібала, округ Освіго, штат Нью-Йорк. Ісаак не був у злагоді з мачухою. Одним з перших джерел його прибутку була гра в театрі. Він навіть називав себе найкращим Ричардом його доби, проте один з театральних критиків писав, що його гра була досить неоковирною. У 12-річному віці втік з дому, згодом переїхавши мешкати до старшого брата в Рочестер.

### Перші винаходи
У 1839 році Зінгер отримав свій перший патент на машину для свердління породи, продавши його компанії «Каналобудівельна компанія Ай і Ем» за $2000 — більше грошей, ніж він дістав будь-коли доти. В умовах фінансового успіху Зінгер вирішив повернутися до кар'єри актора. Він вирушив у турне, сформувавши трупу, відому як «Актори Мерита», і з'являвся на сцені під псевдонімом «Ісаак Мерит», а Мері Енн Спонслер (одна з його коханок) також виходила на сцену, називаючи себе «місіс Мерит». Тур тривав близько п'яти років.

## Конструювання швейної машини
Зінгер не винаходив швейної машини й ніколи не стверджував, що зробив це. До 1850 року, коли з'явилася його перша швейна машина, вже існував ряд моделей. На подолання конструктивних недоліків у цих моделях Зінгер витратив 10 днів, які «потрясли світ» і зробили винахідника багатим. Він розмістив човник горизонтально (завдяки цьому нитка перестала заплутуватися); запропонував столик-дошку для тканини і ніжку-тримач голки (це дозволило робити безперервний шов); забезпечив машинку педаллю для приводу ногами (можливість працювати з тканиною двома руками). Ці три нововведення стали базовою схемою швейної машинки на довгі роки. Вони захищені величезним пакетом патентів, що налічує кілька тисяч охоронних документів. Перший примірник «Зінгера» був проданий за сто доларів. Це був чи не перший випадок в історії, коли перший зразок виробу не тільки окупив всі витрати на попередні розробки, але й вже приніс прибуток.

### І. M. Зінгер і Ко.
Заснована в 1851 році Ісааком Меритом Зінгером і його компаньйоном Едвардом Кларком, як IM Singer & Co. У 1865 була перейменована на Singer Manufacturing Company, а в 1963 — на The Singer Company.
У 1856 році виробники Гровер і Бейкер, Зінгер, Вілер і Вілсон, звинувачуючи одне одного в порушенні патентних прав, зустрілися в Олбані, штат Нью-Йорк. Орландо B. Потер, адвокат і президент компанії «Гровер і Бейкер», запропонував не подавати до суду на стягнення прибутку, а об'єднати свої патенти. Це був перший патентний пул, процес, який дозволяє отримувати складні машини без утворення юридичної битви за патентні права. «І. M. Зінгер і Ко.» стала забезпечувати обладнанням не тільки домогосподарок, а й швейні фабрики. Машинки стали продаватися на виплат. До 1863 року продажі зросли до 20 тис. машин на рік. Виробництво було налагоджено на кількох спеціально відбудованих заводах.

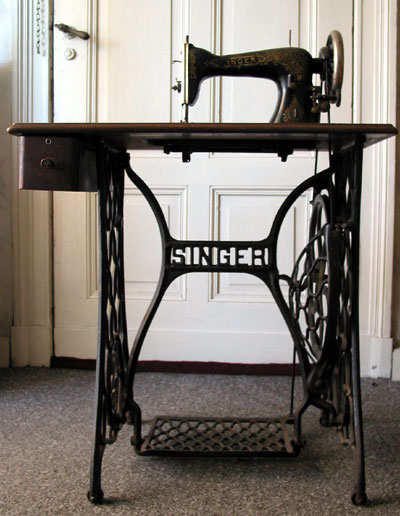
Історична швейна машинка Зінгер

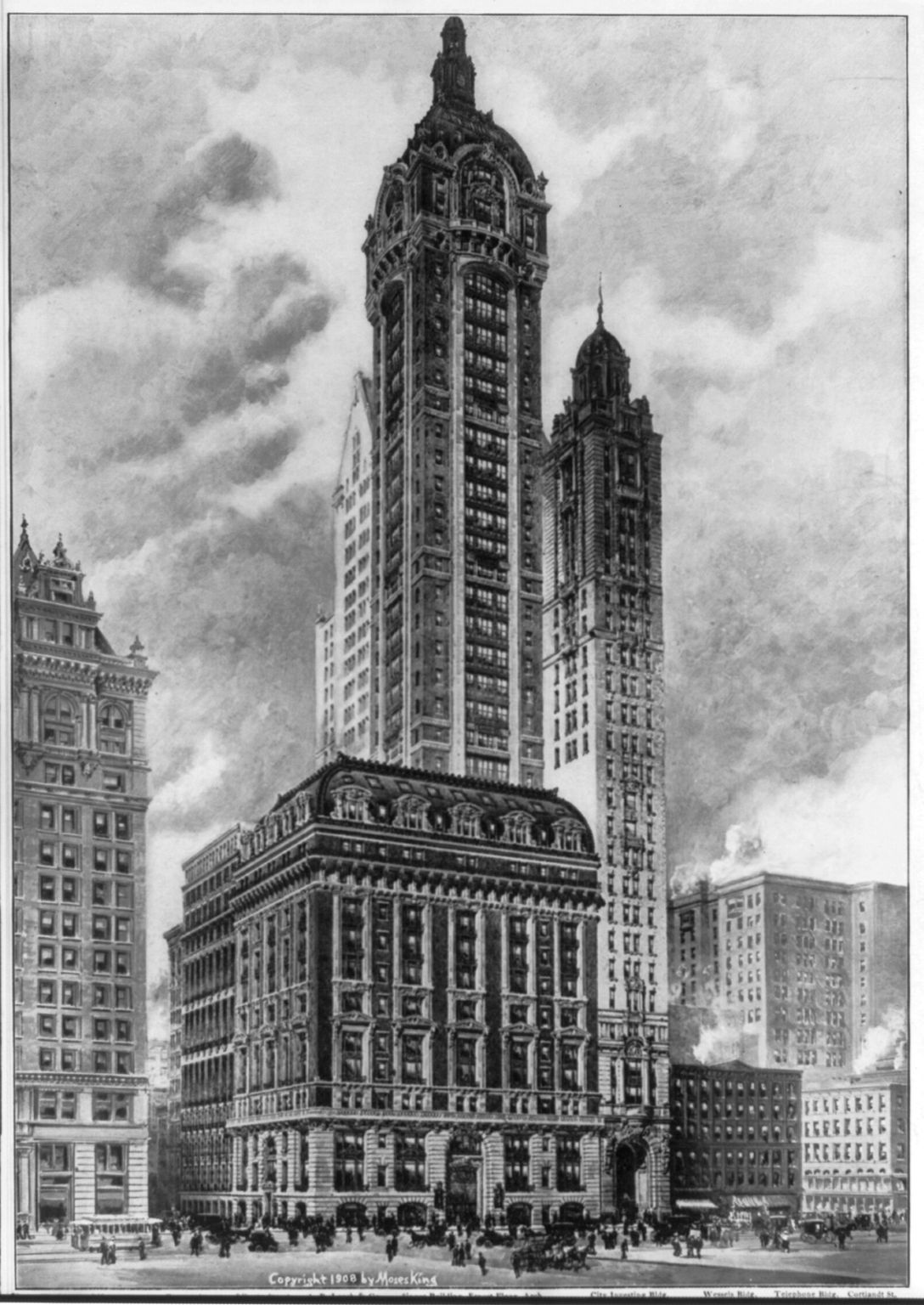
Зінгер Білдинґ (Singer Building),Нью-Йорк, 1908

Корпорація поклала початок франчайзингу, коли в середині XIX століття стала укладати з дистриб'юторами товару (швейних машинок) письмовий договір на передачу франшизи, яким передавалося право на продаж та ремонт швейних машинок на певній території США.
Айзек Зінгер призначив першого найманого президента — Інслі Гопера. У 1867 році компанія відкрила свій перший завод за межами Америки — у шотландському Глазго.
У 1902 році в Подільську запрацював завод, що випускав машини з русифікованим логотипом «Зингеръ» та написом «Постачальник Двору Його Імператорської Величності»). Ці машини широко розходилися по Росії і експортувались в Османську імперію та на Балкани, Персію, Японську імперію та Китай. В 1903 році почато виробництво в Німеччині у Віттенберге.
До початку Першої світової війни завод щороку випускав 600 тисяч машинок. Їх продавали безпосередньо в 3000 фірмових магазинів, а також за системою «товари поштою».
Зінгер любив повторювати: «Для мене винахід не вартий ані ламаного гроша. Гроші — ось що мене цікавить». Стрімкий злет компанії забезпечили знахідки у сфері маркетингу.
Спочатку основне виробництво було зосереджене в штаті Нью-Йорк, пізніше перемістилося в основному в Теннессі (в Ла-Верне за 30 км від Нешвілла).
Штаб-квартира компанії з 1908 року розташовувалася в місті Нью-Йорк, у спеціально побудованому однойменному хмарочосі (англ. Singer Building, висота — 187 м, 47 поверхів), який був зруйнований у 1968 році.
Сучасна Singer Corporation — виробник космічної та військової техніки, а також швейних машинок, електроприладів, двигунів, меблів та іншої продукції.

### Шлюби, розлучення й діти
Фінансовий успіх дав Зінгеру можливість купити особняк на П'ятій авеню, в який він перевіз свою другу сім'ю.

### Останні роки в Європі

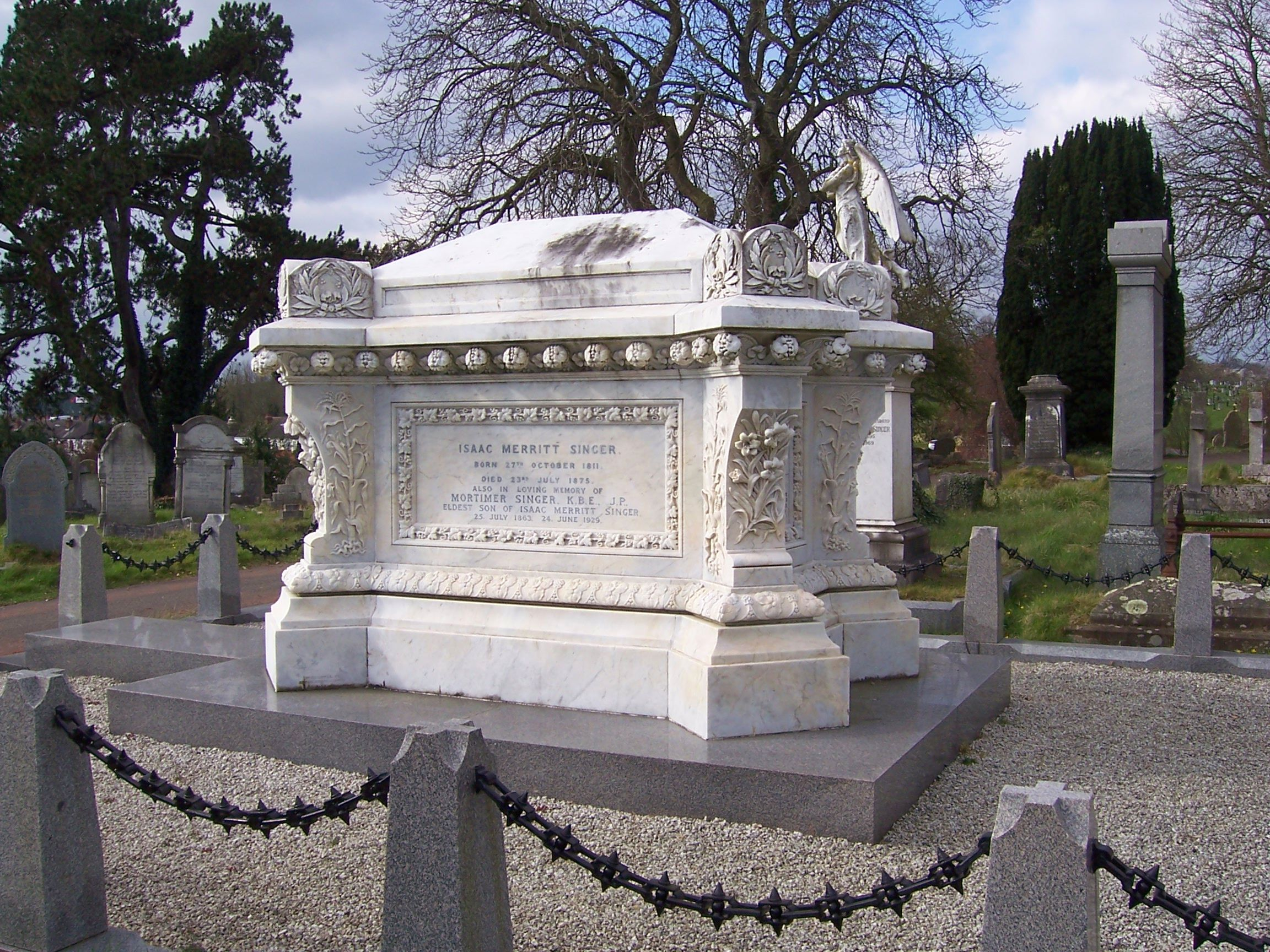
Могила Зінгера на кладовищі в Торки

У 1863 році «І. М. Зінгер і Ко» була закрита за взаємною згодою, а бізнес продовжений як «Singer Manufacturing Company», дозволивши реорганізувати фінансові та управлінські функції. Зінгер вже не брав активної участі у повсякденному управлінні фірмою, але обіймав посаду члена Наглядової ради (хоча згодом жив у Європі) і був одним з основних акціонерів.

### Нерухомість та спадщина його сім'ї після його смерті
Зінгер залишив спадщину близько $14 млн і дві вілли членам своєї сім'ї. Зрештою Ізабелла була оголошена законною вдовою. Ізабелла вийшла заміж у 1879 році за голландського музиканта й оселилася в Парижі.